# 北海道道380号松前停車場線
北海道道380号松前停車場線（ほっかいどうどう380ごう まつまえていしゃじょうせん）は、北海道松前郡松前町内を結ぶ一般道道（北海道道）である。

## 概要

### 路線データ
- 起点：北海道松前郡松前町字博多（旧JR北海道 松前線 松前駅跡）
- 終点：北海道松前郡松前町字博多（国道228号交点）
- 総延長：0.354 km
- 実延長：0.342 km
- 重用延長：0.012 km

### 道路管理者
- 渡島総合振興局 函館建設管理部 松前出張所

## 歴史
- 1961年（昭和36年）3月31日 - 路線認定[1]。
- 1988年（昭和63年）2月1日 - 松前線の廃線に伴い、松前駅は廃駅となる。

## 地理

### 通過する自治体
- 渡島総合振興局
  - 松前郡松前町

### 交差する道路
松前町
- 北海道道435号松前港線 - 字博多
- 国道228号 - 字博多（終点）